# Двойчага
Двойчага — река в России, протекает по Бакчарском районе Томской области. Устье реки находится в 184 км по левому берегу реки Парбиг. Длина реки составляет 24 км.
Чага по южносамодийски означает река «река». Первую часть названия И. А. Воробьёва выводит из ду — «земля, почва».

## Данные водного реестра
По данным государственного водного реестра России относится к Верхнеобскому бассейновому округу, водохозяйственный участок реки — Обь от впадения реки Чулым до впадения реки Кеть, речной подбассейн реки — Чулым. Речной бассейн реки — (Верхняя) Обь до впадения Иртыша.
Код объекта в государственном водном реестре — 13010500112115200023257.